# Хила (приток Колорадо)
Хи́ла (англ. Gila River) — река на юго-западе США, левый приток реки Колорадо. Длина составляет 1044 км.

## География

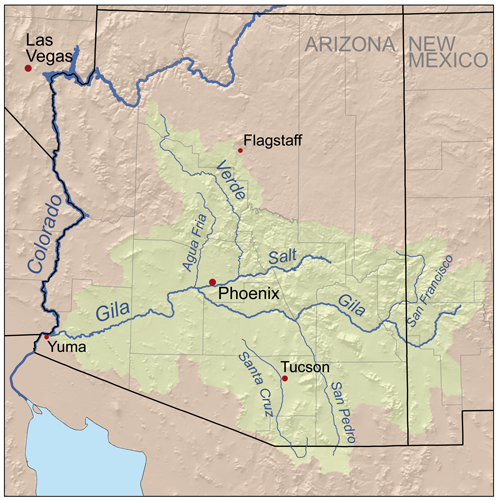
Схема бассейна реки Хила

Берёт начало в округе Сьерра, на западе штата Нью-Мексико и течёт сперва на юго-запад, а затем на запад, через территорию штата Аризона. После того, как река через несколько каньонов протекает вдоль южной оконечности хребта Хила, её перегораживает плотина Кулидж, формируя водохранилище Сан-Карлос, к югу от города Перидот. Река спускается с гор в долину к юго-востоку от Финикса, к западу от которого она резко поворачивает на юг вдоль хребта Хила-Бенд, а затем столь же резко поворачивает на запад, протекая вдоль хребта Хила в округе Юма. Впадает в реку Колорадо в городе Юма, на границе с Мексикой.
Река принимает множество притоков, наиболее значительные из которых: Сан-Франсиско, Сан-Педро, Солт и Агуа-Фриа. Почти вся территория бассейна реки Хила, за исключением верховьев Сан-Педро и Санта-Круз, находится на территории США. В штате Аризона находится 91,5 % территории бассейна (138 000 км²), в Нью-Мексико — 5,7 % (8500 км²) и в Мексике — 2,8 % (4200 км²).

## История и этимология
Ко времени прихода первых испанских путешественников вдоль берегов реки Хила проживал индейский народ пима (акимель-оодхам). Популярная теория гласит, что слово «Хила» является испанским сокращением слова Hah-quah-sa-eel, которое в переводе с языка юма означает «бегущая солёная вода». Традиционный образ жизни пима был тесно связан с рекой, которая помимо всего прочего считалась священной. Индейская цивилизация хохокам, проживавшая вдоль рек Хила и Солт примерно с 600 по 1450 годы, занималась преимущественно земледелием, используя орошение. В целях ирригации этот народ прорыл в общей сложности более 320 км каналов.
Первым европейцем, увидевшим реку Хила, был, вероятно, испанский исследователь и миссионер Хуан де ла Асунсьон. Асунсьон достиг реки в 1538 году после путешествия на север вдоль одного из её притоков (Сан-Педро или Санта-Круз). В 1540 году экспедиция путешественника Эрнандо-де-ла-Аларкона проследовала вверх по рекам Колорадо и Хила, которые на картах Аларкона подписаны соответственно как Мирафлорес и Бразос-де-ла-Мирафлорес.
По итогам мирного договора Гвадалупе-Идальго 1848 года по реке Хила проходила часть границы между США и Мексикой. В результате Покупки Гадсена 1853 года американская территория была увеличена за счёт присоединения земель к югу от реки Хила. По месту впадения реки Хила в Колорадо была проведена южная граница Калифорнии. Начиная с 1871 года в долине реки Хила, главным образом в районе современного Финикса, поселяются мормоны, основавшие на этих землях как минимум 6 крупных населённых пунктов.

## Гидротехнические сооружения
Единственной крупной плотиной на реке Хила является плотина Кулидж, расположенная в 50 км к юго-востоку от города Глоб, штат Аризона. В связи со строительством плотины на реке образовано водохранилище Сан-Карлос. Плотина Пэинтид-Рок построена на реке Хула к западу от города Хила-Бенд и используется преимущественно для контролирования речного стока. Несколько небольших деривационных плотин, отводящих воду в оросительные каналы, были построены на реке между плотинами Кулидж и Пэинтид-Рок. Несколько плотин располагаются также на притоках реки Хила.

## Живая природа
В системе реки Хила обитают 36 видов рыб, включая большеротого окуня, рыб семейства центрарховые, канального сомика и оливкового сомика.